# Se di mezzo c'è l'amore
Se di mezzo c'è l'amore è il primo album del cantautore italiano Franco Simone, pubblicato dall'etichetta discografica Ri-Fi nel 1973.
Dal disco vengono tratti i singoli Con gli occhi chiusi e i pugni stretti/Senza un'ombra d'amore (il cui brano principale permette all'artista di aggiudicarsi il Festival di Castrocaro di quell'anno), Questa cosa strana/Ancora lei e Mi esplodevi nella mente/Allegramente.

## Tracce

### Lato A
1. Mi esplodevi nella mente
2. Allegramente
3. Perché piangi?
4. 13-15-20
5. Cci bbuliti bbe dicu?
6. Con gli occhi chiusi e i pugni stretti

### Lato B
1. Ancora lei
2. Questa cosa strana
3. Ogni giorno nuovo (È un giorno mio)
4. Giallo giallo
5. Senza un'ombra d'amore
6. Di notte